# Union populaire algérienne
L'Union Populaire Algérienne (UPA) est un parti politique créé en 1938 par Ferhat Abbas.
La devise de ce parti fut « Par le peuple et pour le peuple », la même devise de la République algérienne actuelle et celle de la Fédération des Élus du Constantinois (1931-1939).